# PSM 마카사르
페르사투안 세팍볼라 마카사르(Persatuan Sepakbola Makassar)는 인도네시아 마카사르의 축구 클럽으로, 흔히 PSM 마카사르(PSM Makassar) 또는 약칭 PSM이라고 부른다. 이 팀은 현재 리가 슈퍼 인도네시아에서 활동하고 있으며 1915년 11월 2일에 창단된 마카사르 축구 연맹(Makassar Voetbal Bond, MVB)을 효시로 하고 있다.

## 성적
- 리가 슈퍼 인도네시아 우승

우승 (1): 2000

## 선수 명단

### 현역
참고: FIFA 자격 규정에 따라 소속된 국가대표팀 국기를 표시합니다. 선수는 복수의 FIFA 비회원국 국적을 가지고 있을 수 있습니다.
| 번호 | 포지션 | 국적       | 이름          |
| ---- | ------ | ---------- | ------------- |
| 11   | MF     | 인도네시아 | 자키 아스라프 |

| 번호 | 포지션 | 국적 | 이름 |
| ---- | ------ | ---- | ---- |

## 역대 감독
| 감독                | 임기   |
| ------------------- | ------ |
| 베르나르두 타바레스 | 2022 ~ |